# Norte (portugalský region)
Region Norte (portugalsky Região Norte – výslovnost IPA [ʁɨʒi'ɐ̃ũ 'nɔɾtɨ]), je region v severním Portugalsku. Je jedním z pěti hlavních regionů Portugalska (regionů NUTS II). Region má 4 034 271 obyvatel (2007) a rozlohu 21 278 km² (hustota 173 obyvatel na km²). Hlavním městem je Porto.

## Dělení regionu
Region sestává ze sedmi meziokresních společeství a jedné metropolitní oblasti:
- Alto Minho
- Cávado
- Ave
- Alto Tâmega
- Tâmega e Sousa
- Douro
- Terras de Trás-os-Montes
- Metropolitní oblast Porta